# Ferdinand Maria von Lobkowitz

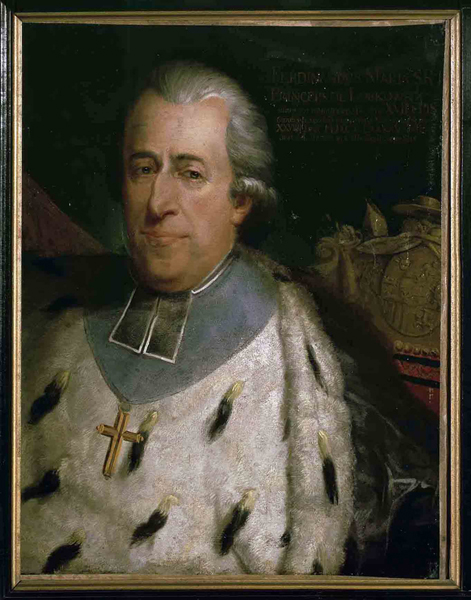
Porträt

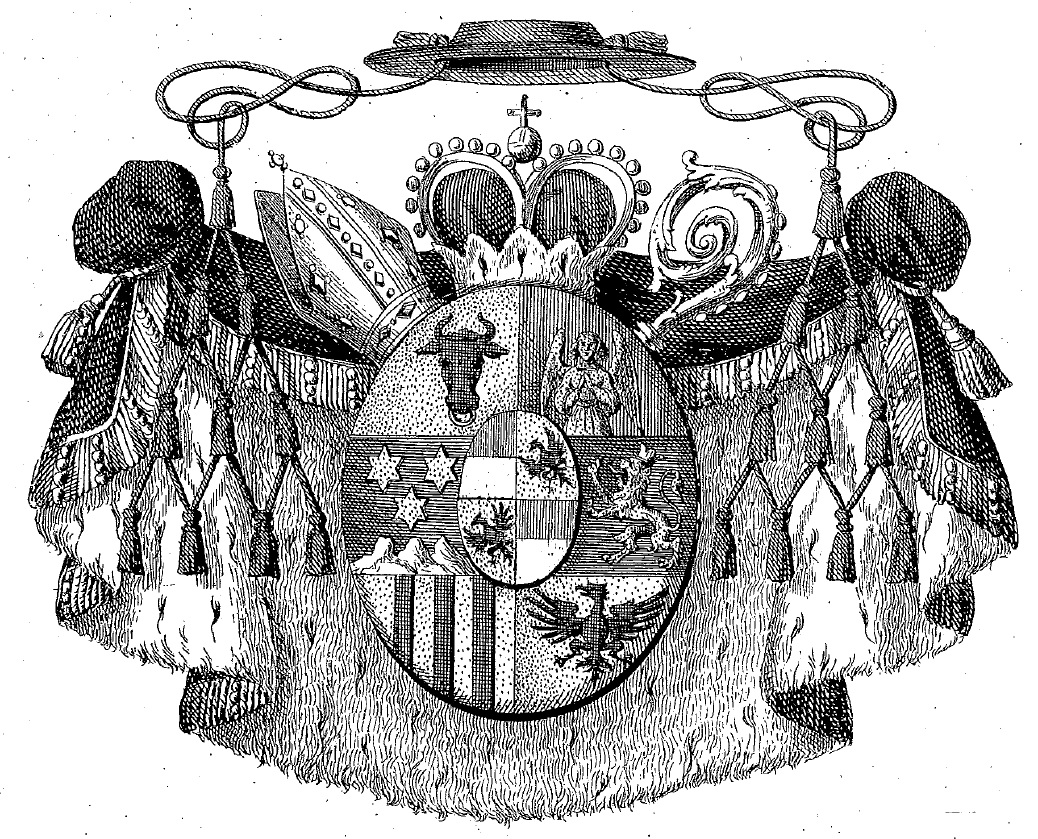
Armorial

Ferdinand Maria von Lobkowitz (auch Ferdinand Marie von Lobkowitz; * vermutlich 18. Dezember 1726 in Wien; † 29. Januar 1795 in Münster, begraben in Gent) war ein katholischer Geistlicher und Bischof von Namur (1772 bis 1779) und von Gent (1779 bis 1795).

## Leben
Sein Urgroßvater war der zweite Fürst von Lobkowitz Wenzel Eusebius von Lobkowicz. Seine Eltern waren der Gouverneur von Sizilien Johann Georg Christian Fürst von Lobkowicz (1686–1755) und seine Frau Karoline Henriette von Waldstein (1702–1780).
Am 21. Januar 1751 empfing Ferdinand Maria von Lobkowitz die Priesterweihe und war in der Folgezeit Vikar in Salzburg sowie Kanoniker in Lüttich und Augsburg.
Papst Clemens XIV. ernannte ihn am 30. Januar 1772 zum Bischof von Namur. Die Bischofsweihe empfing er am 10. Mai desselben Jahres. Am 20. September 1779 ernannte ihn Papst Pius VI. zum Bischof von Gent. Sein Wahlspruch lautete Ad haerere Deus bonum.